# فرانز ماير (منافس ألعاب قوى)
فرانز ماير هو منافس ألعاب قوى سويسري، ولد في 16 سبتمبر 1956.

## وصلات خارجية
- فرانز ماير على موقع الاتحاد الدولي لألعاب القوى (الإنجليزية)
- فرانز ماير على موقع أوليمبيديا (الإنجليزية)